# 张以祥
张以祥（1944年—），男，江苏常熟人，中华人民共和国政治人物，曾任河南省人民政府副省长，河南省人大常委会副主任，第十届全国人大代表。